# Anamycetaea keralae
Anamycetaea keralae is een keversoort uit de familie zwamkevers (Endomychidae). De wetenschappelijke naam van de soort werd in 1975 gepubliceerd door Strohecker.